# ژلزنودوروژنایا کازارما ۴۹۸ کم
ژلزنودوروژنایا کازارما ۴۹۸ کم (به لاتین: Zheleznodorozhnaya Kazarma 498 km) یک منطقهٔ مسکونی در روسیه است که در سرزمین آلتای واقع شده‌است.